# Charles Bricman
Charles Bricman, né le 23 janvier 1953 à Uccle (province de Brabant), est un auteur et journaliste belge. Observateur de l'actualité politique, il est spécialisé dans les problèmes communautaires en Belgique. Bruxellois francophone, il s'efforce de comprendre les mouvements de l'opinion, tant flamande que francophone, et préconise une approche non partisane de ce dossier qui divise profondément les Belges et menace la Belgique d'éclatement.

## Biographie

### Carrière
De formation juridique, Charles Bricman a entamé sa carrière journalistique au quotidien La Libre Belgique, y débutant comme pigiste en même temps qu'il poursuivait ses études de droit, à l'Université libre de Bruxelles (ULB). Il intègre la rédaction politique du quotidien en 1979.
En 1983, il quitte La Libre Belgique pour participer à la création de l'hebdomadaire Le Vif, devenu Le Vif/L'Express en 1985. Il y est responsable de la rubrique Belgique et y couvre l'actualité politique, économique et sociale.
En octobre 1986, il rejoint la rédaction politique du quotidien Le Soir et en devient secrétaire de rédaction.
Il met un terme provisoire à sa carrière journalistique en 1990 pour créer et diriger le service juridique de l'Université libre de Bruxelles. En 2001, il prend la tête d'un centre de recherche et de transfert de technologies de l'ULB spécialisé dans les sciences du vivant.
À partir de 2005, Charles Bricman se lance dans une activité d'auteur, de chroniqueur politique et de conseiller en communication. Il collabore avec le Musée de l'Europe et la société Tempora pour la conception de diverses expositions. En 2008-2009, il publie une chronique politique régulière dans Le Soir.
Depuis juin 2009, il participait à une émission hebdomadaire de la radio privée Bel-RTL consacrée à la communication politique (Sans langue de bois). Par contre, il renonce à la version télévisée dominicale de RTL TVI. Il abandonne l'émission lors de la rentrée de septembre 2011, estimant ne plus pouvoir commenter la « vacuité » du monde politique belge.
Charles Bricman publie depuis janvier 2007 le blog On a des choses à se dire. Il est l'auteur, avec l'avocat Mischaël Modrikamen, d'un ouvrage d'actualité publié en mai 2009, Fortis jusqu'au bout.
Depuis 2013, Charles Bricman est juriste au service d'études du Rectorat de l'Université de Namur.

## Œuvres

### Publications
- Charles Bricman, Le Chaudron des Belges, Bruxelles, Belgique, Éditions Jacques Antoine, 1988, 61 p. (ISBN 978-2-87191-015-2)
- Mischaël Modrikamen et Charles Bricman, Fortis, jusqu'au bout, Bruxelles, Belgique, Luc Pire, 2009, 117 p. (ISBN 978-2-507-00265-7)
- Mischaël Modrikamen et Charles Bricman, Fortis tot de laatste snik, Gand, Borgerhoff & Lamberigts, 2009, 144 p. (ISBN 978-90-8931-074-3)
- Charles Bricman, Comment peut-on être Belge[3],[4] ?, Paris, Éditions Flammarion, coll. « Café Voltaire », 2011, 122 p. (ISBN 978-2-08-125573-9)

### Ouvrages collectifs
- Dominique Wagner, Emmanuelle Windels, Charles Bricman ... et al., Le droit de l'enseignement, Liège, Commission université-palais, 1998, 216 p.
- Erik Franckx, [...], Charles Bricman, L'Actualité du droit de l'environnement : actes du colloque des 17-18 novembre 1994, Bruxelles, Éditions Bruylant, 1995, 589 p. (ISBN 2-8027-0999-2)
- Marc Uyttendaele, Bernard Blero, Charles Bricman... et al., Droit public. Livre 3 : Les pouvoirs et les mécanismes de contrôle. Livre 4 : Les institutions spécifiques du pouvoir fédéral. Livre 5 : L'autonomie des régions et des communautés, Bruxelles, Presses universitaires de Bruxelles, 1995
- Rusen Ergec, Marc Uyttendaele et Charles Bricman ... et al., Droit public. Addendum : les accords de la Saint-Michel, Bruxelles, Presses universitaires de Bruxelles, 1993, 93 p.
- Rusen Ergec, [...], Charles Bricman... et al., Les réformes institutionnelles de 1993 vers un fédéralisme achevé? : actes du colloque organisé dans la salle du Conseil de la Région de Bruxelles-Capitale les 26-27 mars 1993, Bruxelles, Bruylant, 1994, 469 p. (ISBN 2-8027-0883-X)
- Royer, Yvon Toussaint et Charles Bricman, La politique autrement ..., Bruxelles, Paul Legrain, 1989, 150 p.